# The Man from Elysian Fields
The Man from Elysian Fields is een Amerikaanse speelfilm uit 2002, onder regie van George Hickenlooper.

## Verhaal
Om zijn gezin te onderhouden gaat de schrijver Byron Tiller, (Andy García) die het niet voor elkaar kan krijgen een succesvol boek te schrijven, een andere baan zoeken en komt terecht bij een escortbureau voor mannen, gerund door Luther Fox (een rol van Mick Jagger).
Om zijn vrouw en zoon te onderhouden, gaat Byron voor Fox werken als gigolo nadat Fox hem heeft beloofd dat er geen sprake zal zijn van seks. Maar bij zijn eerste klant, de aantrekkelijke Andrea, die de echtgenote is van de oude beroemde schrijver Tobias Alcott (James Coburn) komt het wel degelijk tot seks. Terwijl het Byron zwaar valt om te moeten liegen tegen zijn vrouw, spoort Tobias hem juist aan een relatie te beginnen met Andrea. Als Tobias Alcott dan ook nog vraagt of Byron wil helpen zijn laatste boek af te maken, raakt hij nóg dieper in de problemen.
Het boek komt tot stand op het moment dat de doodzieke Alcott aan een hartaanval sterft en Andrea niet van plan is om Byron in de opbrengst van het boek te laten delen.
Byron stopt met zijn escortbaantje en is inmiddels bij zijn vrouw en kind weg. Hij neemt een baantje aan bij een restaurant en krijgt het voor elkaar toch een succesvol boek te schrijven. Daarna komt zijn leven met zijn gezin weer op de rails.
Toen Andy García het script van The Man from Elysian Fields in handen kreeg, was hij gegrepen door het verhaal. Hij besloot dan ook in te stappen voor de hoofdrol waarnaast James Coburn een van zijn laatste rollen speelt als de schrijver Tobias Alcott. De regie is in handen van George Hickenlooper die naam maakte met documentaires.

## Rolverdeling
- Andy García ... Byron Tiller
- Mick Jagger ... Luther Fox
- Julianna Margulies ... Dena Tiller
- Olivia Williams ... Andrea Alcott
- James Coburn ... Tobias Alcott
- Richard Bradford ... Edward Rodgers
- Anjelica Huston ... Jennifer Adler
- Xander Berkeley ... Virgil Koster
- Sherman Howard ... Paul Pearson
- Joe Santos ... Domenico